# Campo Mourão (kommun)
Campo Mourão är en kommun i Brasilien.   Den ligger i delstaten Paraná, i den södra delen av landet, 1 000 km sydväst om huvudstaden Brasília. Antalet invånare är 87 287.
Följande samhällen finns i Campo Mourão:
- Campo Mourão

Trakten runt Campo Mourão består till största delen av jordbruksmark. Runt Campo Mourão är det ganska tätbefolkat, med 134 invånare per kvadratkilometer.